# Holland & Sherry
Holland & Sherry er en klædefabrik og tekstilfabrik, der blev grundlagt i London i 1836 af Stephen George Holland og Frederick Sherry. Stephen George Holland og Frederick Sherry begyndte deres virksomhed som uldkøbmænd i Old Bond Street 10 i London, hvor de specialiserede sig i uld- og silkestoffer. I 1886 flyttede Holland & Sherry til Golden Square, der var epicenter for uldhandel i England. I 1900 eksporterede virksomheden til mange lande og åbnede et slagskontor i New York. I begyndelsen af 1900-tallet var Storbritannien, Europa, Nord- og Sydamerika fabrikkens store markeder. Der lå bl.a. et Holland & Sherry varehus i Sankt Petersborg i Rusland, der var et stort marked før den russiske revolution.
I 1982 flyttede Holland & Sherry til Savile Row, hvor hovedkvarteret stadig ligger. Holland & Sherry fremstiller tekstiler til skræddere og couture-designere over hele verden. Individualized Apparel Group har ejet firmaet siden marts 2003.